# Халидов, Газимагомед Шамилович
Газимагомед Шамилович Халидов (исп. Gazimagomed Schami Jalidov Gafurova; 16 марта 1995, Хасавюрт, Дагестан, Россия) — испанский боксёр-профессионал, российского происхождения, выступающий в полутяжёлой весовой категории. Мастер спорта России, член сборной Испании по боксу в 2020-х годах, четвертьфиналист Олимпийских игр 2020 года, бронзовый призёр чемпионата мира (2023), бронзовый призёр Средиземноморских игр (2022), чемпион Испании (2019), многократный победитель и призёр международных и национальных турниров в любителях.
Лучшая позиция по рейтингу BoxRec — 194-я (сентябрь 2023) и является 1-м среди испанских боксёров полутяжёлой весовой категории, — входя в ТОП-195 лучших полутяжеловесов всего мира.

## Биография
Родился 16 марта 1995 года в городе Хасавюрт, в Дагестане, в России.

## Любительская карьера

### Чемпионат Испании 2019
Выступал в полутяжёлой весовой категории (до 81 кг). В 1/8 финала победил Игнасио Гонсалеса-Барру Гомеса. В четвертьфинале победил Кевина Альмади Тимоти Хеву. В полуфинале победил Борху Лопеса Мартинеса. В финале победил Хосе Антонио Санчеса Трайковича.

### Чемпионат мира 2019
В сентябре 2019 года участвовал на чемпионате мира в Екатеринбурге, в полутяжёлой весовой категории (до 81 кг). Где в 1/32 финала победил серба Алексу Марковича, но затем в 1/16 финала, в конкурентном бою раздельным решением судей проиграл азербайджанцу Лорену Домингесу.

### Олимпийские игры 2020
В начале июня 2021 года в Париже (Франция) участвуя на Европейском Олимпийском квалификационном турнире, в 1/16 финала соревнований по очкам победил голландца Артжома Каспаряна, затем в 1/8 финала соревнований по очкам победил бельгийца Зияда Эль Мохора, в четвертьфинале квалификационного турнира по очкам победил турка Байрама Малкана, и таки прошёл квалификацию на Олимпийские игры в Токио.
И в июле 2021 года стал участником Олимпийских игр в Токио, где он в 1/8 финала соревнований в конкурентном бою по очкам (3:2) победил австралийца Пауло Аокусо, но в четвертьфинале досрочно нокаутом в 3-м раунде проиграл россиянину Имаму Хатаеву.

### 2022—2023 годы
В феврале 2022 года участвовал в престижном международном турнире «Странджа» проходившем в Софии (Болгария), где он в 1/8 финала по очкам (5:0) единогласным решением судей победил опытного казахского боксёра Жанибека Картбаева, но в четвертьфинале, — в конкурентном бою по очкам он проиграл англичанину Джорджу Кротти.
В мае 2022 года, в составе испанской сборной участвовал на чемпионе Европы в Ереване (Армения), выступая в полутяжёлой весовой категории (до 80 кг), но в 1/8 финала проиграл россиянину выступающему за Сербию Артёму Агееву.
В июле 2022 года стал бронзовым призёром Средиземноморских игр в городе Оран (Алжир) в весе до 81 кг. Там он по очкам победил итальянца Альфреда Комми, затем досрочно победил боснийца Ахмеда Джанановича, но в полуфинале по очкам проиграл россиянину выступающему за Сербию Владимиру Мирончикову.
В феврале 2023 года стал бронзовым призёром международного турнира на призы короля Марокко Мухаммеда VI в Марракеше (Марокко), где он в полуфинале по очкам раздельным решением судей проиграл опытному кубинцу Арлену Лопесу.

## Профессиональная карьера
8 октября 2022 года дебютировал на профессиональном ринге, проведя свой первый бой в городе Вильямедьяна-де-Ирегуа (Испания), где он досрочно нокаутом в 1-м же раунде победил румына Адриана Буханюка (9-13-6).

## Статистика профессиональных боёв
В таблице перечислены результаты всех поединков боксёров.
В каждой строке указан результат поединка. Дополнительно номер поединка обозначен цветом, который обозначает итог поединка. Расшифровка обозначений и цветов представлена в нижеследующей таблице.
| Пример | Расшифровка                     |
| ------ | ------------------------------- |
|        | Победа                          |
|        | Ничья                           |
|        | Поражение                       |
|        | Планируемый поединок            |
|        | Поединок признан несостоявшимся |
| КО     | Нокаут                          |
| ТКО    | Технический нокаут              |
| PTS    | Решение судей (по очкам)        |
| UD     | Единогласное решение судей      |
| MD     | Решение большинства судей       |
| SD     | Раздельное решение судей        |
| RTD    | Отказ от продолжения боя        |
| DQ     | Дисквалификация                 |
| NC     | Поединок признан несостоявшимся |

| 2 поединка, 2 победы (1 нокаутом). | 2 поединка, 2 победы (1 нокаутом). | 2 поединка, 2 победы (1 нокаутом). | 2 поединка, 2 победы (1 нокаутом). | 2 поединка, 2 победы (1 нокаутом).                         | 2 поединка, 2 победы (1 нокаутом). | 2 поединка, 2 победы (1 нокаутом). |
| Бой                                | Рекорд                             | Дата боя                           | Соперник                           | Место проведения боя                                       | Раундов, время                     | Дополнительно                      |
| ---------------------------------- | ---------------------------------- | ---------------------------------- | ---------------------------------- | ---------------------------------------------------------- | ---------------------------------- | ---------------------------------- |
| 2                                  | 2-0                                | 29 марта 2025                      | Рамиро Бланко (19-43-3)            | Polideportivo Municipal, Фуэнмайор, Риоха, Испания         | UD 6 (6)                           |                                    |
| 1                                  | 1-0                                | 8 октября 2022                     | Мануэль Ларгача (9-13-6)           | Pabellon Municipal, Вильямедьяна-де-Ирегуа, Риоха, Испания | KO 1 (6)                           | Дебют в профессиональном боксе.    |

## Титулы и достижения
Международные соревнования:
- 2022  Бронзовый призёр Средиземноморских игр в полутяжёлом весе (до 81 кг);
- 2023  Бронзовый призёр Чемпионат мира в полутяжёлом весе (до 81 кг).

Международные турниры:
- 2020  Серебряный призёр Мемориала Иштвана Бочкаи в полутяжёлом весе (до 81 кг);
- 2021  Обладатель Гран-при Усти-над-Лабем в полутяжёлом весе (до 81 кг);
- 2023  Бронзовый призёр Международного турнира на призы короля Марокко Мухаммеда VI в Марракеше (до 80 кг).

Национальные соревнования:
- 2019  Чемпион Испании в полутяжёлом весе (до 81 кг).